# Minna Faßhauer

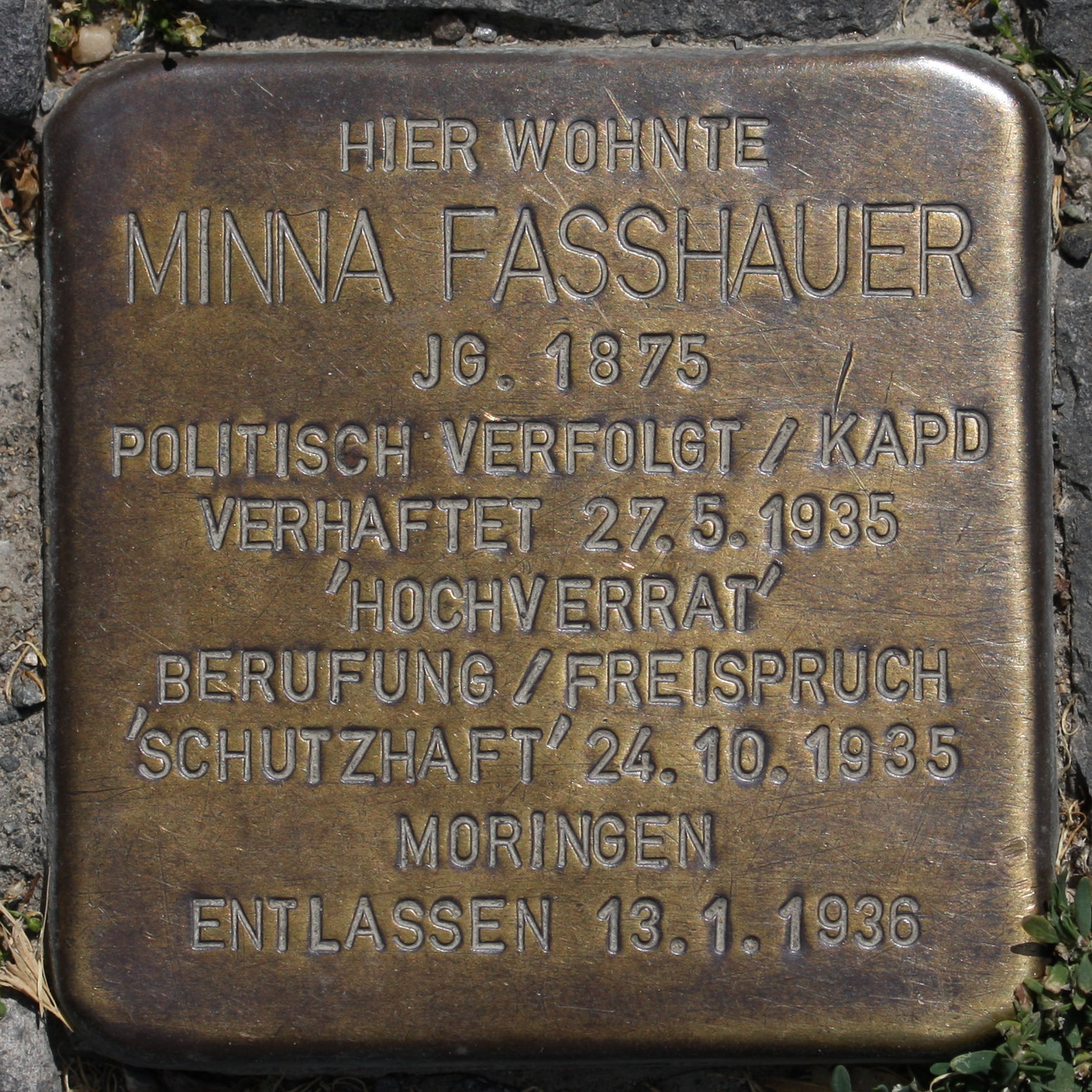
Stolperstein für Minna Fasshauer in Braunschweig, Hugo-Luther-Straße 12

Minna Faßhauer, geborene Nikolai, (* 10. Oktober 1875 in Bleckendorf; † 28. Juli 1949 in Braunschweig) war vom 10. November 1918 bis zum 22. Februar 1919 für die Unabhängige Sozialdemokratische Partei Deutschlands (USPD) in der Sozialistischen Republik Braunschweig Volkskommissarin für Volksbildung. Sie war als Mitglied in mehreren politischen Parteien aktiv.
Minna Faßhauer war die erste Frau, die in Deutschland ein Ministeramt bekleidete.

## Prägende Jugendjahre
Im Oktober 1875 wurde Minna Nikolai als Tochter des Arbeiters Theodor Nikolai und dessen Ehefrau Dorothea, geb. Schmidt geboren und stammte somit aus einfachen Verhältnissen. Als sie drei Jahre alt war, verstarb ihr Vater. In den Jahren 1881 bis 1889 besuchte sie die Volksschule in Bleckendorf. Da die Familie keinerlei finanzielle Unterstützung erhielt, mussten die Kinder bereits früh für sich selbst sorgen. So trug sie schon während ihrer Schulzeit mit zum Lebensunterhalt der Familie bei, indem sie nebenher arbeitete.
Sie selbst beschreibt dieses prägende Erlebnis in ihrem Lebenslauf: „Durch die Tatsache, dass ich schon im frühen Kindesalter gezwungen war zu arbeiten und mein ganzes Leben arbeiten musste, um den Lebensunterhalt sicherzustellen, wurde ich frühzeitig darauf hingelenkt, mich mit den Ursachen für das Elend der breiten Masse vertraut zu machen.“ Diese soziale Notlage führte dazu, dass Nikolai beschloss sich „illegal“ in der Arbeiterbewegung zu engagieren insbesondere deshalb, weil zur damaligen Zeit „die Frau keine politische Gleichberechtigung besaß“. Diese Gleichstellung wurde eines ihrer wichtigsten Anliegen.

## Erstes politisches Engagement
Nikolai kam im Jahr 1893 nach Braunschweig, wo sie zunächst als Dienstmädchen arbeitete, später war sie Flaschenspülerin, Waschfrau und Arbeiterin in der Konservenindustrie. Lesen und Schreiben hatte sie in ihrer Kindheit und Jugend nicht gelernt, erst als sie erwachsen war, brachte sie sich beides selbst bei. So kam sie auch mit sozialistischen Schriften in Berührung und lernte den Schmied Johannes Georg Faßhauer, durch den sie in den Kontakt mit der Braunschweiger Arbeiterbewegung kam. Am 16. April 1899 schlossen sie in der Kirche St. Michaelis den Bund der Ehe.
Sie setzte sich bald besonders für die Rechte junger arbeitender Frauen und die Gleichberechtigung ein. Minna Faßhauer hatte auf regionaler Ebene einen großen Beitrag dazu geleistet, dass 1908 das Verbot der politischen Betätigung von Frauen aufgehoben wurde.
Hermann Wallbaum, KPD-Mitglied und Zeitzeuge der Novemberrevolution in Braunschweig, beschrieb sie folgendermaßen:
„Die wurde von der bürgerlichen Presse hingestellt als dummes Weib: kann nicht lesen und schreiben, so etwa; beherrscht die deutsche Sprache nicht […] Jedenfalls war die ’ne ehrliche und aktive Frau, die für die Bewegung alles hergab. Sie war eine Waschfrau und ging von Haus zu Haus und wusch den Leuten die Wäsche. Eine richtiggehende Arbeiterin in den untersten Reihen. Merges und Robert Gehrke standen mit ihr in enger Beziehung; ich weiß bloß, daß sie sich aus dem niedrigsten Milieu raufarbeitete durch Lesen und so weiter. Verschiedene Schnitzer, die da beim Schreiben vorkamen, die hat die Bourgeoisie ausgeschlachtet.“
Im Jahr 1903 trat Minna Faßhauer in die SPD ein, wo sie nach eigenen Angaben als Referentin tätig war. Auch hier setzte sie sich insbesondere für die Abschaffung des Verbots der politischen Betätigung von Frauen ein, welches mit dem Reichsvereinsgesetz von 1908 tatsächlich aufgehoben wurde.
Minna und Georg Faßhauer wohnten in der Weststr. 12, der heutigen Hugo-Luther-Str. und hatten zwei Kinder: Otto (* 1903) wurde Schlosser und Walter (* 1906) Arbeiter.
Ein weiteres Anliegen Faßhauers war, bedingt durch ihre eigenen Erfahrungen, die Sorge um die Arbeiterkinder und die Ausbildung der Jugendlichen. Der „Bildungsverein jugendlicher Arbeiter“ wurde im Jahr 1907 als Jugendorganisation der SPD ins Leben gerufen. Der 1. Vorsitzende war Robert Wiebold, weitere Mitglieder waren die Beisitzer Walter Römling, Otto Kolbe und Fritz Benke. Der spätere braunschweigische Minister und Ministerpräsident der Deutschen Demokratischen Republik Otto Grotewohl gehörte zu den Mitgliedern des Vereins. Eine aktive Beteiligung Faßhauers an der Gründung des Vereins ist nicht belegt. Auf die Umbenennung der Organisation in „Bildungsverein jugendlicher Arbeiterinnen und Arbeiter“ im Jahr 1908 hatte sie jedoch Einfluss. Bei der in diesem Jahr in Nürnberg abgehaltenen Frauenkonferenz unter der Leitung Clara Zetkin hatte sie mit Lina Behrens als „Braunschweiger Delegierte“ teilgenommen. Aufgrund ihres Berichts wurde der Vereinsname geändert.
Vor Beginn des Ersten Weltkriegs lag das Hauptanliegen der Frauenvertreterinnen auf der Forderung nach politischer Gleichberechtigung und dem Frauenwahlrecht. Für diese Ziele setzte sich Faßhauer aktiv ein, indem sie Vorträge hielt und das Thema in Parteidiskussionen, beispielsweise dem ersten Wolfenbütteler Frauentag am 2. März 1913, ansprach.
Im Jahr 1913 wurde zudem eine „Kinderschutzkommission“ eingerichtet, der unter anderem Minna Faßhauer, Berta Schlösser, Anne Menge und Hedwig Steinbrecher angehörten. Diese hatte es sich zur Aufgabe gemacht die Umsetzung der Kinderschutzbestimmungen aus dem Jahr 1904 sowie Maßnahmen zur gesundheitlichen und kulturellen Förderung von Kindern zu überwachen.

## Erster Weltkrieg und Novemberrevolution
Faßhauer hatte Kontakt zu August Merges, dem späteren Präsidenten der Sozialistischen Republik Braunschweig. Der drohende Krieg führte zu einer Spaltung innerhalb der Partei, denn die negativen Folgen waren vorauszuahnen. Die Lebensmittelpreise stiegen drastisch an, während die Löhne der Arbeiterschaft nicht angepasst wurden. Minna Faßhauer konnte der sogenannten Burgfriedenspolitik der SPD und der Gewerkschaften nichts abgewinnen, sie orientierte sich daher zunehmend an der radikalen Antikriegspolitik und den sozialistischen Vorstellungen von Rosa Luxemburg und Karl Liebknecht. 1915 nahm sie gemeinsam mit Merges Kontakt zur Internationale auf. Als sie Anfang des Jahres 1916 auf einer Versammlung deutlich gegen weitere Kriegskredite und die Verlängerung des Krieges protestierte, wurde sie vom Nationalen Frauendienst ausgeschlossen. Am 1. Januar 1916 trat sie dem Spartakusbund in Braunschweig bei. Sie war aktiv am Auguststreik des Jahres 1917 beteiligt, bei dem sich 5000 streikende Arbeiter zu einer nicht genehmigten Versammlung im Oelper Waldhaus eingefunden hatten, um eine Verhandlungskommission zu wählen. Die Kommission bestand aus Faßhauer (Parteivertreterin und Vorsitzende des spartakusorientierten Frauenklubs), Warnecke (Amme, Giesecke & Konegen), Junke (Voigtländer), Kugelberg und Richter (Büssingwerke).
Faßhauer schloss sich im Jahr 1917 nach der Spaltung der SPD durch den Streit um die Burgfriedenspolitik der radikaleren Unabhängigen Sozialdemokratie (USPD) an. Ihre politische Arbeit bestand zu jener Zeit unter anderem darin, den Einfluss ihrer Gruppe in den Betrieben zu stärken und Mitglieder aus der SPD abzuwerben. Zum Ende des Krieges beteiligte sie sich aktiv an der Novemberrevolution in Braunschweig und führte die Revolution in Wolfenbüttel an.
Am 9. November wurde in Berlin die Republik proklamiert, und wenige Tage später dankte Kaiser Wilhelm II. ab. Am 10. November 1918 wurde zudem durch den Arbeiter- und Soldatenrat die „Sozialistische Republik Braunschweig“ ausgerufen. Zum Präsidenten der Sozialistischen Republik wurde August Merges gewählt, die Regierung bestand aus dem Rat der Volkskommissare unter dem Vorsitz von Sepp Oerter (Inneres und Finanzen). Weitere Mitglieder im Rat der Volkskommissare (Minister) waren August Junke (Recht), Minna Faßhauer und Jean Kautz (Volksbildung), Gustav Gerecke (Ernährung), Michael Müller (Verkehr und Handel), Karl Eckardt (Arbeit), August Wesemeier (Stadt Braunschweig), Obermatrose Rosenthal (revolutionäre Verteidigung).

### Erste Ministerin in Deutschland
In ihrem Amt als Volksbildungsministerin schaffte Faßhauer am 22. November 1918 die kirchliche Schulaufsicht ab, setzte die Religionsmündigkeit auf 14 Jahre herab und trat für eine weltliche Einheitsschule ein. Sie begann damit grundlegende sozialistische Reformen einzuführen. Ihr Erlass zur Gestaltung des Geschichtsunterrichts vom 16. November 1918 verbot beispielsweise die Fürstenverherrlichung oder Volksverhetzung und ersetzte die Kriegsgeschichte durch Kulturgeschichte. Darüber hinaus engagierte sie sich für die Einrichtung von Volkskindergärten und Volksschulen. Von Dezember 1918 bis Mai 1919 saß sie als USPD-Landtagsabgeordnete im Braunschweigischen Landtag. Im Januar 1919 wurde sie in den Bezirksvorstand der USPD gewählt und kandidierte erfolglos für den Reichstag. Ihre Zeit als Ministerin endete jedoch bereits am 22. Februar 1919, als die Räteregierung in Braunschweig durch eine Koalition aus USPD und SPD abgelöst wurde.

## Sprengstoffanschläge von 1921
In den Jahren 1920 bis 1933 war Faßhauer Mitglied der Kommunistischen Arbeiterpartei (KAPD) und in der Freien Arbeiter-Union Deutschlands (FAUD) aktiv. Wegen kommunistischer Terrorakte gegen Kirchen und bürgerliche Institutionen wurde sie zwischen 1920 und 1924 mehrfach verhaftet und vor Gericht gestellt. So wurde sie z. B. im Juli 1921 wegen „Vergehens gegen das Entwaffnungsgesetz“ zu vier Monaten Gefängnis und einer Geldstrafe von 300 Mark verurteilt. Die Strafe wurde jedoch durch Amnestie erlassen. Ihr Name wird auch mit einer Reihe von Sprengstoffanschlägen in Zusammenhang gebracht: Ebenfalls im Juli 1921, zur Zeit der sozialdemokratischen Regierung unter Sepp Oerter (USPD), kam es in der Stadt zu mehreren politisch motivierten Sprengstoffanschlägen. Ziele waren das Vereinsheim des Braunschweiger THC im Bürgerpark, die zwischen Stadtpark und Prinzenpark gelegene Garnisonkirche, das Wohnhaus des Rittergutsbesitzers Ernst Lekebusch Am Gaußberg 6 sowie das Labor des Gerichtschemikers Nehring in der Bismarckstraße. Faßhauer wurde zusammen mit anderen am 6. September 1921 verhaftet und angeklagt „an der Herbeischaffung des Dynamits beteiligt“ gewesen zu sein. Es konnte aber nicht zweifelsfrei geklärt werden, in welchem Umfang Faßhauer an den Anschlägen beteiligt gewesen war. Zumindest aber dürfte sie von den Planungen Kenntnis gehabt haben. Das Urteil lautete 9 Monate Gefängnis. Auch diese Strafe wurde unter Anrechnung der Untersuchungshaft erlassen, da sich der z. T. turbulent verlaufene Prozess bis April 1922 hingezogen hatte.

## Zeit des Nationalsozialismus und danach
Nach der Machtergreifung der Nationalsozialisten war Faßhauer in der Kommunistischen Räte-Union, einer Widerstandsgruppe, der auch August Merges angehörte, aktiv. Am 5. Oktober 1935 wurde sie gemeinsam mit diesem in einem Prozess wegen Hochverrats verurteilt. Merges erhielt drei Jahre Zuchthaus, Faßhauer wurde ebenfalls zu einer Gefängnisstrafe verurteilt, aber in der Berufungsverhandlung freigesprochen. Jedoch wurde sie nicht entlassen, sondern vom 24. Oktober 1935 bis zum 13. Januar 1936 im KZ Moringen inhaftiert. Bis zum Jahr 1945 wurde die nunmehr gesundheitlich geschwächte Faßhauer ständig durch die Gestapo überwacht.
Nach dem Ende des Zweiten Weltkrieges formierte sie trotz ihres hohen Alters die KPD in Braunschweig neu und kandidierte ab 1946 mehrere Jahre auf deren Listen. Am 4. März 1946 wurde Minna Faßhauer als Opfer des Faschismus anerkannt.
Sie starb am 28. Juli 1949 in Folge eines Schlaganfalls. Die Trauerrede am 1. August hielt Arthur Krull.
Am 29. Juni 2015 wurde zur Erinnerung an ihre politische Verfolgung von Gunter Demnig ein Stolperstein an ihrem letzten Wohnhaus in Braunschweig verlegt.

## 2012/13: Politische Kontroverse um eine „angemessene Ehrung“
Am 16. Februar 2012 stellte die im Rat der Stadt Braunschweig vertretene Fraktion der Linken den Antrag, die Verwaltung möge ein Konzept […] erstellen, wie Minna Faßhauer zukünftig angemessen geehrt werden kann. Nach Auffassung der Linken wurde Faßhauer …1918 von der Braunschweiger Räteregierung zur Volkskommissarin für Volksbildung und Volkswohlfahrt gewählt. Damit war sie die erste Frau in Deutschland im Amt einer Ministerin. In ihrer Amtszeit wurden u. a. die Gesetze zur Trennung von Staat und Kirche und der Abschaffung von geschlechtsspezifischen Schulen auf den Weg gebracht. Dies rechtfertige eine dem entsprechende Ehrung. Im September 2012 gab es den Vorschlag, eine Straße im Braunschweiger Stadtbezirk Viewegsgarten-Bebelhof nach Minna Faßhauer zu benennen. Dieser wurde aber bisher nicht weiter verfolgt.
Im Anschluss an den Antrag begann eine Debatte über Für und Wider einer solchen Ehrung, bzw. ob Minna Faßhauer einer solchen Ehrung überhaupt würdig sei. Da zum Zeitpunkt des Antrags keine umfassenden Informationen zur Biografie Faßhauers öffentlich verfügbar waren, wurde das Institut für Braunschweigische Regionalgeschichte unter Gerd Biegel am 13. November 2012 beauftragt, ein entsprechendes Gutachten anzufertigen und dem Rat vorzulegen, damit dieser einen Beschluss fassen könne. Die 51-seitige „biographische Dokumentation“ wurde dem Rat im Juli 2013 übergeben.
Am 26. Juli äußerte sich der Braunschweiger Oberbürgermeister Gert Hoffmann wie folgt zum Sachverhalt:

„… Minna Faßhauer [war] eine bemerkenswerte und in einer bestimmten Phase durchaus bedeutende Persönlichkeit der Braunschweigischen Landesgeschichte … Es gibt zahlreiche bedeutende Persönlichkeiten im Braunschweiger Land, auch in den letzten 100 Jahren, die aber alles andere als vorbildlich waren und deshalb natürlich für irgendein ehrendes Andenken nicht in Betracht kommen. Aber auf die Vorbildlichkeit, also auf den Vorbildcharakter auch für heutige Generationen solcher Persönlichkeiten, kommt es nach Ansicht der Verwaltung bei einem ehrenden Angedenken an. Diese Vorbildlichkeit kann Minna Faßhauer spätestens auch nach dieser Dokumentation schlichtweg nicht zuerkannt werden. Das stünde in allen Punkten in Widerspruch zu dem, was der heutigen jungen Generation als etwa eine politische Persönlichkeit mit Vorbildcharakter präsentiert werden sollte. Mag man auch die Delikte politischer Straftaten, derentwegen Minna Faßhauer in der Weimarer Republik verurteilt wurde, für „politische Jugendsünden“ halten, die einer extremen politischen Ausnahmesituation geschuldet waren und möglicherweise die Persönlichkeit nicht für ihr ganzes Leben kennzeichnen sollten. Entscheidend ist aber, dass … Minna Faßhauer seit den zwanziger Jahren und bis zum Ende ihres Lebens politisch gegen den Parlamentarismus eingestellt war. … Diese konsequente politische Auffassung hat Minna Faßhauer bis zu ihrem Lebensende auch dadurch noch selbst manifestiert, indem sie nach dem Ende des NS-Regimes sich nicht einer demokratischen Partei – wie z. B. der SPD – angeschlossen hat, sondern ausdrücklich jener anti-demokratischen und anti-parlamentarischen Kommunistischen Partei Deutschlands (KPD), die wegen genau dieser politischen Richtung später vom Bundesverfassungsgericht als verfassungswidrig verboten wurde.“

Am 8. August 2013 stimmte die Mehrheit des Ausschusses für Kultur und Wissenschaft des Rates der Stadt gegen die Stimmen der CDU-Fraktion für eine „Würdigung“ (statt einer „Ehrung“) Faßhauers. Dies löste bei der CDU Empörung aus, da der für die Ehrung erforderlich Vorbild-Charakter angesichts der unklaren Verstrickungen Faßhauers in die Braunschweiger Bombenanschläge von 1921 sowie ihrer radikalen, gegen den Parlamentarismus gerichteten politischen Einstellung nicht die Rede sein könne.
Einige Tage nach der Abstimmung im Ausschuss für Kultur und Wissenschaft, rückte die SPD-Fraktion von ihrer Zustimmung einer Würdigung ab und sprach stattdessen von einer „kritischen Würdigung“. Ernst-August Roloff, Experte für die Geschichte der Stadt Braunschweig während der Weimarer Republik und während der Zeit des Nationalsozialismus, fasste die Situation wie folgt zusammen: „Das Wissen um den Sprengstoff und die Nähe zu den Attentätern kann man ihr vorwerfen … Sie verdient Achtung und Respekt, aber ein Vorbild für die Demokratie ist sie nicht.“. Wiederum einige Tage später vertagte die SPD eine endgültige Entscheidung in der Sache.
Am 23. September 2013 lehnte eine Ratsmehrheit aus CDU und SPD den von der Linken mit Unterstützung der Grünen vorgelegten Antrag endgültig ab. Als Begründung wurde Faßhauers problematisches Verhältnis zur parlamentarischen Demokratie angeführt sowie ihre letztlich ungeklärte Verwicklung in die Sprengstoffanschläge von 1921.
Die SPD-Fraktion stellte anschließend einen neuen Antrag, der vorsieht, weitere historische Persönlichkeiten der Zeit der Novemberrevolution, der Weimarer Republik bis hin zur Zeit des Nationalsozialismus in Braunschweig einer kritischen Würdigung zu unterziehen. Dieser Vorschlag wurde von der CDU-Ratsfraktion unterstützt. Unter der Überschrift „Von Ernst August über August Merges zu Heinrich Jasper – Die Zeit der Weimarer Republik in Braunschweig von den Anfängen bis zum Beginn des Faschismus“ sollten u. a. die Lebensläufe folgender Personen untersucht werden: Otto Grotewohl, Carl Heimbs, Werner Küchenthal, August Merges, Josef Oerter, Ernst August Roloff. Am 17. Dezember 2013 wurde dieser Antrag im Rat zurückgezogen.

## Gedenken
Im November 2014 wurde das Leben Minna Faßhauers von der Brunsviga in Braunschweig als Musical-Revue unter dem Namen Minna – Ein Leben in Braunschweig inszeniert. Die Titelrolle übernahm die Braunschweiger Schauspielerin Gisa Flake. Die Produktion wurde durch das Niedersächsische Ministerium für Kultur mit 20.000 Euro gefördert.
Unter dem Titel: Minna Faßhauer – Arbeiterin, Gewerkschafterin, Ministerin feierte am 10. Oktober 2024 ein Dokumentarfilm von Michael Ewen seine Weltpremiere im Universum Filmtheater in Braunschweig.